# Egon Schallmayer
Egon Schallmayer (Rödermark, 30 de setembro de 1951) é um arqueólogo provincial romano alemão.

## Obras
- Der Odenwaldlimes. Theiss, Stuttgart 1984, ISBN 3-8062-0328-8
- Aquae - das römische Baden-Baden. Theiss, Stuttgart 1989 (Führer zu archäologischen Denkmälern in Baden-Württemberg, Bd. 11) ISBN 3-8062-0555-8
- Hundert Jahre Saalburg. Vom römischen Grenzposten zum europäischen Museum. von Zabern, Mainz 1997 (Zaberns Bildbände zur Archäologie/Sonderheft der Antike Welt) ISBN 3-8053-2359-X
- Traian in Germanien, Traian im Reich. Bericht des Dritten Saalburgkolloquiums (Hg.), Saalburgmuseum, Bad Homburg 1999 (Saalburg-Schriften, 5) ISBN 3-931267-04-0
- Der Limes. Die deutsche Limes-Straße vom Rhein bis zur Donau. Theiss, Stuttgart 2000 ISBN 3-8062-1461-1
- Limes Imperii Romani. Beiträge zum Fachkolloquium "Weltkulturerbe Limes", November 2001 in Lich-Arnsburg (Hg.), Saalburgmuseum, Bad Homburg 1999 (Saalburg-Schriften, 6) ISBN 3-931267-05-9
- Der Limes. Geschichte einer Grenze. Beck, München 2006 (C. H. Beck Wissen 2318), ISBN 3-406-48018-7
- Der Odenwaldlimes. Entlang der römischen Grenze zwischen Main und Neckar. Theiss, Stuttgart 2010, ISBN 978-3-8062-2309-5
- Der Odenwaldlimes. Neueste Forschungsergebnisse. Beiträge zum wissenschaftlichen Kolloquium am 19. März 2010 in Michelstadt (Hg.), Saalburgmuseum, Bad Homburg 2012, ISBN 978-3-931267-07-0 (Saalburg-Schriften 8)